# Shabab Al-Ordon Club
Shabab Al-Ordon Club (ar. انادي شباب الأردن) – jordański klub piłkarski grający w pierwszej lidze jordańskiej, mający siedzibę w mieście Amman.

## Historia
Klub został założony w 2002 roku. W swojej historii klub dwukrotnie zostawał mistrzem Jordanii w sezonach 2005/2006 i 2012/2013. Zdobył również dwa Puchary Jordanii w 2006 i 2007, dwa Superpuchary Jordanii w 2007 i 2013 oraz dwie Tarcze Wspólnoty w 2007 i 2016. W 2007 roku osiągnął też międzynarodowy sukces. W finale Pucharu AFC pokonał w dwumeczu Al-Faisaly Amman (1:0, 1:1).

## Sukcesy
- I liga:

mistrzostwo (2): 2005/2006, 2012/2013
- Puchar Jordanii:

zwycięstwo (2): 2006, 2007
- Tarcza Wspólnoty:

zwycięstwo (2): 2007, 2016
- Superpuchar Jordanii:

zwycięstwo (2): 2007, 2013
- Puchar AFC:

zwycięstwo (1): 2007

## Stadion
Domowe mecze klub rozgrywa na stadionie o nazwie Stadion Króla Abdullaha w Ammanie, położonym w mieście Amman. Stadion może pomieścić 18000 widzów.